# Amsterdam Diner
Het Amsterdam Diner  is een jaarlijks benefietdiner waarbij de opbrengsten naar het Aidsfonds gaan. De locatie van het diner is in het AFAS Live theater in Amsterdam. De organisatie is in handen van de stichting Amsterdam Dinner Foundation. 

## Geschiedenis
Het eerste Amsterdam Diner werd op 19 juli 1992 georganiseerd. Hoofdinitiator was 
Robert Weyhenke, destijds commercieel directeur van het Grand Hotel Krasnapolsky. Hij constateerde dat voor het eerst de hotels in de doorgaans magere julimaand volgeboekt waren vanwege het World Aids Congres dat dat jaar in Amsterdam (in de RAI) werd gehouden. Door zijn persoonlijke betrokkenheid bij de aidsproblematiek en het feit dat zijn hotel een enorme omzetimpuls kreeg vanwege het congres besloot hij om iets terug te doen en kwam op het idee voor een gala-diner, in een tent, op de Dam.
Er volgde een samenwerkingsverband met een aantal andere hotels waarbij men personeel en een aantal chef-koks ter beschikking stelde voor de uitwerking van het plan. Ook kreeg men medewerking van de KLM dat haar keukens een aantal dagen beschikbaar stelde waardoor men daar kon koken. De gemeente Amsterdam bleek bereid de benodigde vergunning te verstrekken voor de plaatsing van de grote tent op de Dam.
Meer bekendheid kreeg het diner in 1994, met deelname van inmiddels achttien 5-sterrenhotels, toen een 5 gangen menu werd gepresenteerd op de Dam en een groot aantal bekende Nederlanders belangeloos meewerkten aan het evenement waaronder Frits Bolkestein, Simone Kleinsma, Ria Bremer, Joop van den Ende, Ruth Jacott, Henk Poort en anderen.
In totaal vijf keer werd het Diner op De Dam georganiseerd, totdat in 1996 een cocktail als het ‘medicijn tegen aids’ op de markt kwam. Dat zorgde voor sterk verminderde interesse van eerdere deelnemers, andere betrokken partijen en media. In 1997 vond er daardoor eenmalig geen Amsterdam Diner plaats.
Door de hetero-epidemische ontwikkeling van aids werd het Amsterdam Diner een veel meer geaccepteerder evenement voor bedrijven om hun relaties mee naar toe te nemen en groeide het netwerk van de organisatie. Resultaat hiervan was onder andere de toezegging van Heineken om de Heineken Music Hall ter beschikking te stellen als vaste locatie voor het diner.

## Edities
- Tijdens de 30ste editie op 25 juni 2022 is ruim 1,27 miljoen euro opgehaald voor aidsbestrijding.[5]
- Tijdens de coronapandemie kon de 28ste editie van het diner in 2020 niet doorgaan waardoor de stichting in samenwerking met restaurant RIJKS® een variant heeft bedacht: het AmsterdamOntbijt. Deze ontbijtboxen leverden de stichting 80.000 euro op.[6]